# Hatrið mun sigra
Hatrið mun sigra (isländisch für Hass wird siegen) ist ein Lied der isländischen Band Hatari und der Wettbewerbsbeitrag des Landes zum Eurovision Song Contest 2019 in Tel Aviv in Israel. Der Song wurde im ersten Halbfinale am 14. Mai 2019 auf den dritten Platz gewählt und konnte sich für das Finale am 18. Mai 2019 qualifizieren, wo er mit 234 Punkten den zehnten Platz erreichte.

## Musik und Text
Es handelt sich bei Hatrið mun sigra um einen elektronisch gespielten Song. Die Band kritisiert darin den „neoliberalen Hyperkapitalismus“. Im isländischen Text heißt es übersetzt: „Der Hass wird siegen / Die Freude kommt zu Ende / Weil sie eine Täuschung ist / Eine enttäuschende Illusion“. An anderer Stelle wird gesungen: „Europa wird zusammenbrechen / Netz aus Lügen / Steigt aus der Asche empor / Zu einem vereint“. Es ist der erste Song seit 2013 in isländischer Sprache beim Eurovision Song Contest.

## Veröffentlichung und Rezeption
Der Song wurde am 1. Februar 2019 als Single veröffentlicht. Die Gruppe gewann mit ihm am 2. März 2019 den Vorentscheid Söngvakeppnin 2019. Im selben Monat erreichte die Single Platz eins der isländischen Charts. Die ARD schrieb, die Musiker reflektierten in „ihren kunstvollen Darbietungen Hoffnung und Hoffnungslosigkeit, Macht und Unterdrückung sowie Individualismus, indem sie Widersprüche aufdecken.“

## Eurovision Song Contest
Das Lied wurde während des ersten Halbfinals am 14. Mai 2019 an 13. Position von 17 Teilnehmenden aufgeführt und konnte sich mit Platz drei und 221 Punkten, 70 von der Jury und 151 von den Zuschauern, für das Finale qualifizieren. Es belegte dann in jenem mit 232 Punkten den zehnten Platz. Auch hier war die Punktzahl von den Zuschauern mit 186 deutlich höher als die der Jury mit 48. Bei den Auftritten fanden die Bondage-Kostüme der Musiker mediale Beachtung.
Im Finale zeigte die Band zudem bei der Verkündung ihrer Punkte eine palästinensische Flagge. Dies führte zu Diskussionen um einen möglichen Ausschluss Islands vom nächsten ESC, da es gegen das politische Neutralitätsgebot des Wettbewerbs verstoßen habe.